# Fantasía (música)
La fantasía (en italiano: fantasia; en francés: fantaisie; en alemán: Fantasie, Phantasie; en inglés: fantasy, fancy, fantazy, phantasy) es una forma musical libre que se distingue por su carácter improvisatorio e imaginativo, más que por una estructuración rígida de los temas. Así, permite al compositor una mayor expresividad musical relajando las restricciones inherentes a otras formas tradicionales más rígidas, como la sonata o la fuga. Como ejemplos ilustrativos de este contraste podemos citar la Fantasía cromática y fuga de Johann Sebastian Bach o la Sonata Op. 27 Quasi una Fantasia de Beethoven; también se pueden citar las Doce fantasías para violas de Henry Purcell (Z732 a Z745) o la Fantasía en fa menor de Frederic Chopin.
Sin embargo, esto no quiere decir que una fantasía carezca por completo de estructura formal. De hecho, muchas fantasías se basan en la forma sonata en aspectos tales como el uso y reexposición de varios temas, o la delimitación de movimientos contrastantes entre sí, pero con un tratamiento mucho más libre. Es una pieza instrumental en la que la improvisación y la imaginación del compositor se anteponen a estilos y formas convencionales. 

## Historia

### SiglosXVIyXVII
El vocablo se aplicó por primera vez a la música durante el siglo XVI, al principio para referirse a la "idea" musical imaginativa más que a un género compositivo concreto. Su uso más temprano como título aparece en manuscritos alemanes para teclado de antes de 1520, y hacia 1536 se encuentra en tablaturas impresas de España, Italia, Alemania y Francia. Desde el principio, la fantasía tuvo el sentido de "juego de la invención imaginativa", sobre todo en compositores de laúd o vihuela como Francesco Canova da Milano y Luis de Milán. Su forma y estilo, en consecuencia, oscila entre lo libremente improvisatorio y lo estrictamente contrapuntístico, y abarca también formas seccionales más o menos estándar. Uno de los compositores más importantes en el desarrollo de la fantasía fue Jan Pieterszoon Sweelinck. Su obra cumbre en este estilo es la Fantasia Chromatica (una forma específica llamada "fantasía cromática"), que en muchos sentidos constituye un eslabón entre el Renacimiento y el Barroco. En los siglos XVI y XVII, se llamaba fantasía a piezas instrumentales donde un tema se desarrollaba en estilo imitativo y contrapuntístico. La fantasía combinaba entonces elementos de la tocata y del ricercare.

### SigloXIX
La fantasía proporcionaba a los compositores pertenecientes al Romanticismo musical los medios para una expansión formal sin las restricciones de la forma sonata. Aunque la fantasía tenga un carácter eminentemente improvisatorio, no quiere decir esto que carezca de estructura formal. Es más, contempla los principios básicos de cualquier forma musical. 
El término fantasía lo utilizó Franz Liszt y otros compositores aplicado a piezas virtuosistas basadas en temas procedentes de una ópera u otra obra. La primera forma es la llamada fantasía de ópera. 
Robert Schumann compuso cuatro obras que lleva el título de Fantasiestücke (Piezas de fantasía), que son:
- Fantasiestücke, Op. 12 (1837), ocho piezas para piano solo, también basadas en las Fantasiestücke in Callots Manier de E. T. A. Hoffmann.[2]
- Fantasiestücke, Op. 73 (1849), tres piezas para clarinete y piano (ad.lib violín o violonchelo).[3]
- Fantasiestücke, Op. 88 (1842), para piano, violín y violonchelo en cuatro movimientos.[4]
- Fantasiestücke, Op. 111 (1851), tres piezas para piano solo.[5]

### SigloXX
Los compositores contemporáneos del siglo XX utilizaron el término fantasía para designar piezas instrumentales ampliadas y variaciones libres.

## Algunos ejemplos

### Fantasías paravihuela
- Luis de Milán: las 40 fantasías del Libro de música de vihuela de mano intitulado El Maestro (1536)
- Luis de Narváez: las fantasías polifónicas de Los seys libros del delphin de música de cifra para tañer vihuela (1538)
- Alonso Mudarra: Fantasía X, Tres libros de música en cifra para vihuela (1546)
- Enríquez de Valderrábano: las 33 fantasías del Libro de música de vihuela intitulado Silva de Sirenas (1547)
- Robert White: Fantasiæ I, II, III, IV, V y VI (antes de 1574).[6]

### Fantasías paravirginal
- William Byrd: Fantasía [IX] (n.° 52, BK 13) en la mayor (anterior a 1563), del Fitzwilliam Virginal Book.
- Giles Farnaby: Fantasía [I] (n.º 208) en sol, del Fitzwilliam Virginal Book.
- Peter Philips: Fantasía (n.º 84) en sol mayor, del Fitzwilliam Virginal Book.
- Thomas Morley: Fantasía (n.º 124), del Fitzwilliam Virginal Book.

### Fantasías paraórgano
- Jan Pieterszoon Sweelinck: Fantasía cromática.
- Johann Sebastian Bach: Fantasía y fuga en sol menor, BWV 542
- Wolfgang Amadeus Mozart: Fantasía en fa menor para órgano mecánico, K. 608.
- Franz Liszt: Fantasía y fuga sobre el motivo BACH.
- Max Reger: Fantasía sobre el motivo BACH.[7] Reger compuso 10 fantasías para órgano.
- Louis Vierne: Veinticuatro piezas de fantasía para gran órgano.
- Camille Saint-Saëns: Fantaisie n.° 1 (1857)
- Camille Saint-Saëns: Fantaisie n.° 2 Op. 101 en re bemol mayor.
- Camille Saint-Saëns: Fantaisie n.° 3 Op. 157 en do mayor.
- Stéphane Delplace: Fantaisie et Fugue sur BACH - PINCEMAILLE (2007).

### Fantasías parapiano
- Johann Sebastian Bach: Fantasía cromática y fuga, BWV 903.
- Wolfgang Amadeus Mozart: Fantasía en do menor, K. 475.
- Ludwig van Beethoven: Fantasía coral con piano, coro y orquesta.
- Franz Schubert: Fantasía en fa menor para piano a 4 manos.
- Robert Schumann: Fantasía en do mayor, Op. 17.
- Frédéric Chopin: Fantasía sobre aires polacos, Op. 13; Fantasía, Op. 49.
- Sigismund Thalberg: Gran Fantasía para piano sobre la Sinfonía n.º 7 de Beethoven, Op. 39.
- Anton Bruckner: Fantasía en sol mayor, WAB 118; Cuatro fantasías, WAB 215
- Franz Liszt: Gran Fantasía sobre la campanella.
- Alexander Scriabin: Sonata-fantasía en sol menor.

### Otras fantasías
- Henry Purcell: Colección Fantasies and In nomines para consort de violas da gamba (1680)
- Orlando Gibbons: Fantasías para viola.
- Pablo de Sarasate: Fantasía sobre Carmen (fantasía para violín).
- Georg Philipp Telemann: 12 Fantasías para flauta sola, TWV 40:2-13, también transpuesta para flauta dulce.
- Georg Philipp Telemann: 12 Fantasías para violín solo, transpuestas para viola y flauta dulce por Jean-Claude Veilhan.
- Silvius Leopold Weiss: Varias Fantasías para laúd o incluso una para dúo de guitarras.
- Ralph Vaughan Williams: Fantasía sobre un tema de Thomas Tallis.
- Sigismund Stojowski: Fantasía para piano y trombón.
- Mel Bonis: Fantasía para septeto o para piano y orquesta.